# Stanisław Roman Dangel
Stanisław Roman Dangel ps. „Salisch” (ur. 29 sierpnia 1891 w Kutnie, zm. 26 października 1942 w Warszawie) – współzałożyciel Towarzystwa Straży Kresowej, członek organizacji „Znak”, członek Naczelnego Komitetu Konfederacji Polskiej w 1919 roku, kierownik Sekcji Finansowo-Budżetowej Biura Delegata Rządu na Kraj od 5 października 1942 roku.

## Życiorys
Urodził się 29 sierpnia 1891 w rodzinie Stanisława Zygmunta (ziemianin) i Janiny z domu Zawadzka, ojciec Jana i Stanisława Karola. Uczył się od 1905 w Gimnazjum gen. Pawła Chrzanowskiego w Warszawie, a maturę zdał w 1910 jako ekstern w rosyjskim VI Gimnazjum. Studiował od jesieni filozofię początkowo na Uniwersytecie Jagiellońskim, a od 1911 na Uniwersytecie w Berlinie oraz od 1913 na Uniwersytecie we Lwowie. Wybuchła wojna, która uniemożliwiła mu ukończenie studiów i uzyskania doktoratu. Przebywał w Mińsku Litewskim, w Warszawie w 1915 był bardzo krótko i od 1916 ponownie w Mińsku Litewskim, gdzie początkowo pracował w rosyjskim Czerwonym Krzyżu, a od 1917 w Związku Wojskowych Polaków Frontu Zachodniego organizował dział oświaty i prasy. Z ramienia dowództwa I Korpusu Polskiego na Wschodzie objął w 1918 kierownictwo polityczne polskiej akcji wojskowej na terenie Mińszczyzny, będąc jednocześnie wiceprezesem Wydziału Opieki nad Zabytkami przy Centralnym Komitecie Obywatelskim w Mińsku.
Powrócił do Warszawy w maju 1918, a od lipca pracował w Departamencie Stanu dla Spraw Zagranicznych, a kiedy został przekształcony w MSZ w momencie odzyskania niepodległości przez Polskę w Departamencie Politycznym MSZ. Jako delegat RP uczestniczył na początku 1919 w pracach Międzynarodowej Komisji Alianckiej w Cieszynie. MSZ opuścił wiosną 1919 i po niedługim okresie był współzałożycielem Towarzystwa Straży Kresowej (TSK), a w latach 1920–1928 był redaktorem naczelnym jego propagandowego miesięcznika „L′Est Polonais”, który wydawano przy poparciu MSZ w języku francuskim. Dyrektor Izby Handlowej Polsko-Rumuńskiej od 1930, a od 1935, aż do wybuchu wojny dyrektorem Centrali Zaopatrywania Instytucji Ubezpieczeń Społecznych w Warszawie.
We wrześniu 1939 reklamowany od służby wojskowej, a następnie ewakuowano go razem z jego instytucją na wschód, docierając do Lwowa. Powrócił do Warszawy w grudniu 1939, w której zamieszkał przy ul. Szustra 3a. Od tego miesiąca w konspiracji jako organizator i następnie od wiosny 1940 przewodniczący prezydium „Znaku”, a zarazem przewodniczący kolegium redakcyjnego pisma „Znak”. Od grudnia 1939 był po swoim synu, Janie, szefem komórki wywiadu w Sztabie Głównym TAP. Kiedy „Znak” wszedł w skład KN był członkiem Tymczasowego Związku Rady, a od stycznia 1941 członkiem Prezydium KN, który odpowiadał za sprawy polityczne. Pozostał do śmierci przywódcą grupy „Znak”, którą przekształcono w 1942 w Związek Odrodzenia Narodowego. 26 października 1942 został aresztowany w swoim mieszkaniu i w tym samym dniu zamordowany podczas śledztwa w siedzibie Gestapo w Alei Szucha. Jego symboliczny grób znajduje się na cmentarzu Powązkowskim w Warszawie (aleja katakumbowa, grób 129 i 130).

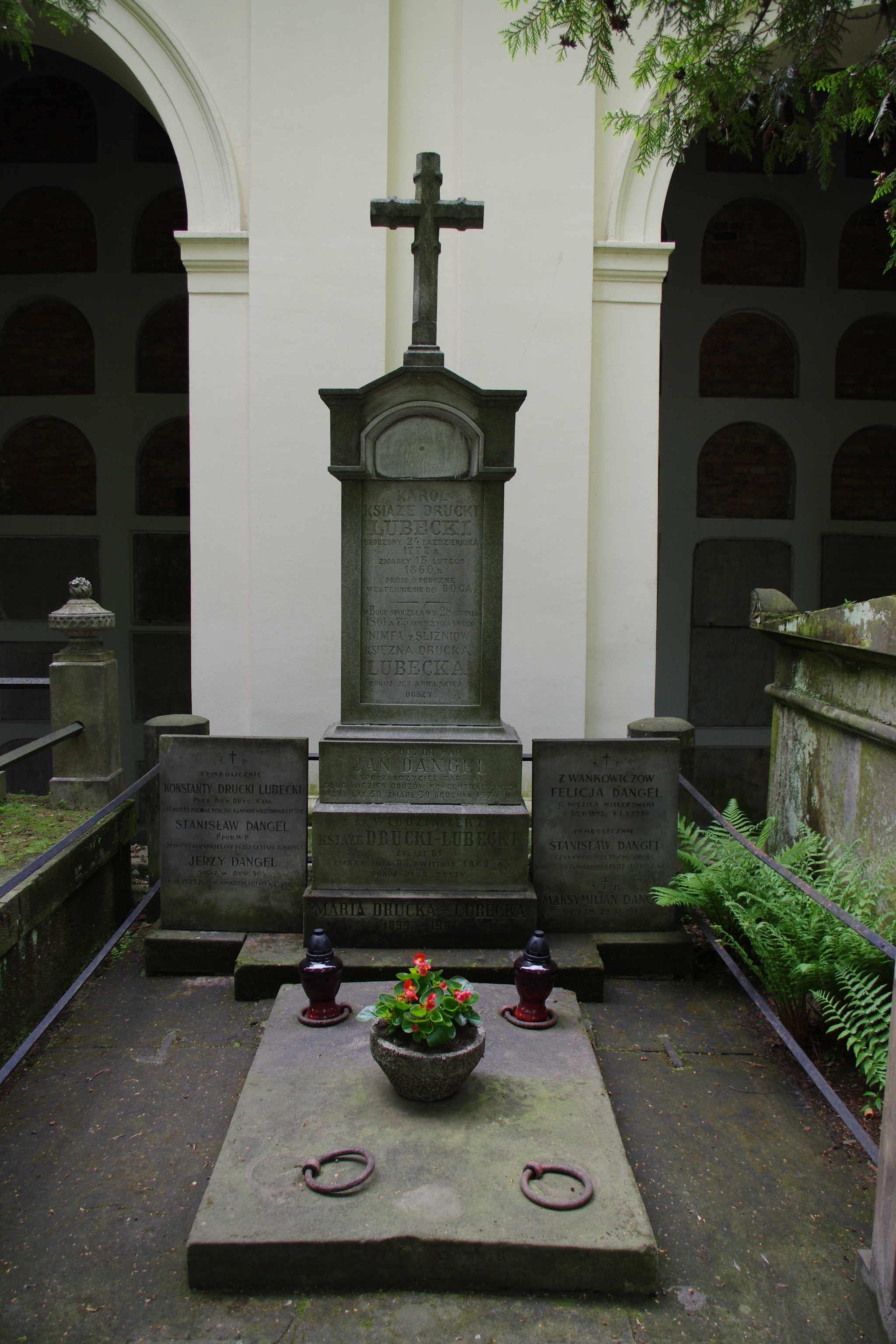
Grób ekonomisty Jana Dangela oraz książąt Druckich-Lubeckich w Alei Katakumbowej na Starych Powązkach w Warszawie

## Ordery i odznaczenia
- Krzyż Niepodległości – 1933,
- Krzyż Walecznych – 1921,
- Złoty Krzyż Zasługi – 1939,
- Złoty Krzyż Zasługi z Mieczami – pośmiertnie, 11 listopada 1943,
- Krzyż Armii Krajowej – pośmiertnie, 1968.